# Václav Kindl
Václav Kindl (25. srpna 1916 Dašice – 20. května 1944 Nasavrky) byl československý voják a velitel výsadku Intransitive.

## Mládí
Narodil se 25. srpna 1916 v Dašicích. Jeho otec Václav byl instalatérem, matka Růžena, za svobodna Slabá byla v domácnosti. Měl pět sourozenců, dva bratry a tři sestry. V Dašicích absolvoval obecnou školu, maturitu získal v roce 1936 na gymnáziu v Pardubicích.

## Vojenská kariéra
Po získání maturity na podzim 1936 dobrovolně narukoval s rozhodnutím stát se vojákem z povolání. Nejprve sloužil u 52. dělostřeleckého pluku. V prosinci byl povýšen na svobodníka aspiranta. Koncem května 1937 byl přeložen k 54. dělostřeleckému pluku a povýšen na desátníka. Začátkem září byl povýšen na četaře a 30. září 1937 byl přijat na Vojenskou akademii v Hranicích.
Studia dokončil 14. srpna 1938 v hodnosti podporučíka a následně byl povýšen na poručíka dělostřelectva. Nastoupil k 9. dělostřeleckému pluku v Bratislavě. Posléze se na vlastní žádost stal příslušníkem armády Slovenského státu, ale byl pro nespolehlivost propuštěn 6. června 1939. Domů, již do Protektorátu Čechy a Morava se vrátil s cílem dostat se do československé zahraniční armády.

## V exilu
Spolu s dvěma přáteli, por. Křičenským a por. Špotem opustili 3. července 1939 protektorát směrem do Polska. Po prezentaci na československém konzulátu odplul Kindl 28. července lodí do Francie, kde vstoupil do Cizinecké legie. V řadách legie byl odvelen do Tunisu.
Po zahájení války byl propuštěn z Cizinecké legie a následně v Agde vstoupil do čs. zahraniční armády. Jako velitel čety byl zařazen k 2. pěšímu pluku. K 1. lednu 1940 byl jmenován prvním důstojníkem v 1. dělostřeleckém pluku. Po pádu Francie (bojů o Francii se nezúčastnil) odplul do Anglie. Byl zařazen k 1. dělostřeleckému pluku a od 27. září 1940 byl přeřazen do velitelské zálohy. Od 21. února již byl opět u 1. dělostřeleckého pluku.
V létě 1941 byl na vlastní žádost zařazen do výcviku pro plnění zvláštních úkolů. Od 25. října do 28. listopadu 1941 absolvoval sabotážní kurz a parakurz. Tyto kurzy dokončil v hodnosti nadporučíka. Dále prodělal střelecký kurz a další sabotážní kurz. V březnu 1942 byl jmenován velitelem výsadku Intransitive.

## Nasazení
Se členy svého výsadku čet. Bohuslavem Grabovským a des. Vojtěchem Lukaštíkem byl (společně s příslušníky výsadku Tin) vysazen 30. dubna 1942. Výsadek se nesešel. Kindl se skrýval v Bernarticích, kde se později sešel s Grabovským a Lukaštíkem. Neúspěšně se pokusili vyzvednout ukrytý materiál. Po atentátu na Heydricha se přesunul do východních Čech. Díky odbojářům získal nové doklady a práci. Zároveň nadále pokračoval v ilegální práci. V březnu 1943 byl zatčen gestapem a následně získán pro spolupráci.
Jako konfident byl výkonný a později pracoval samostatně. Nasazován byl zejména do pátrání po dalších paraskupinách. 20. května 1944 při pátrání po veliteli skupiny Calcium byl omylem zasažen příslušníkem gestapa dávkou ze samopalu. V Chrudimi byl sice operován, ale na následky zranění zemřel.

## Po válce
Rodiče a sestra byli během okupace vězněni v koncentračních táborech. Po válce byli vyslýcháni a následně zničili všechny věci mající vztah k jejich synovi.

## Vyznamenání
- 1944 –  Pamětní medaile československé armády v zahraničí se štítky Francie a Velká Británie